# Acacia dissona
Acacia dissona é uma espécie de leguminosa do gênero Acacia, pertencente à família Fabaceae.